# 솔로몬 작전

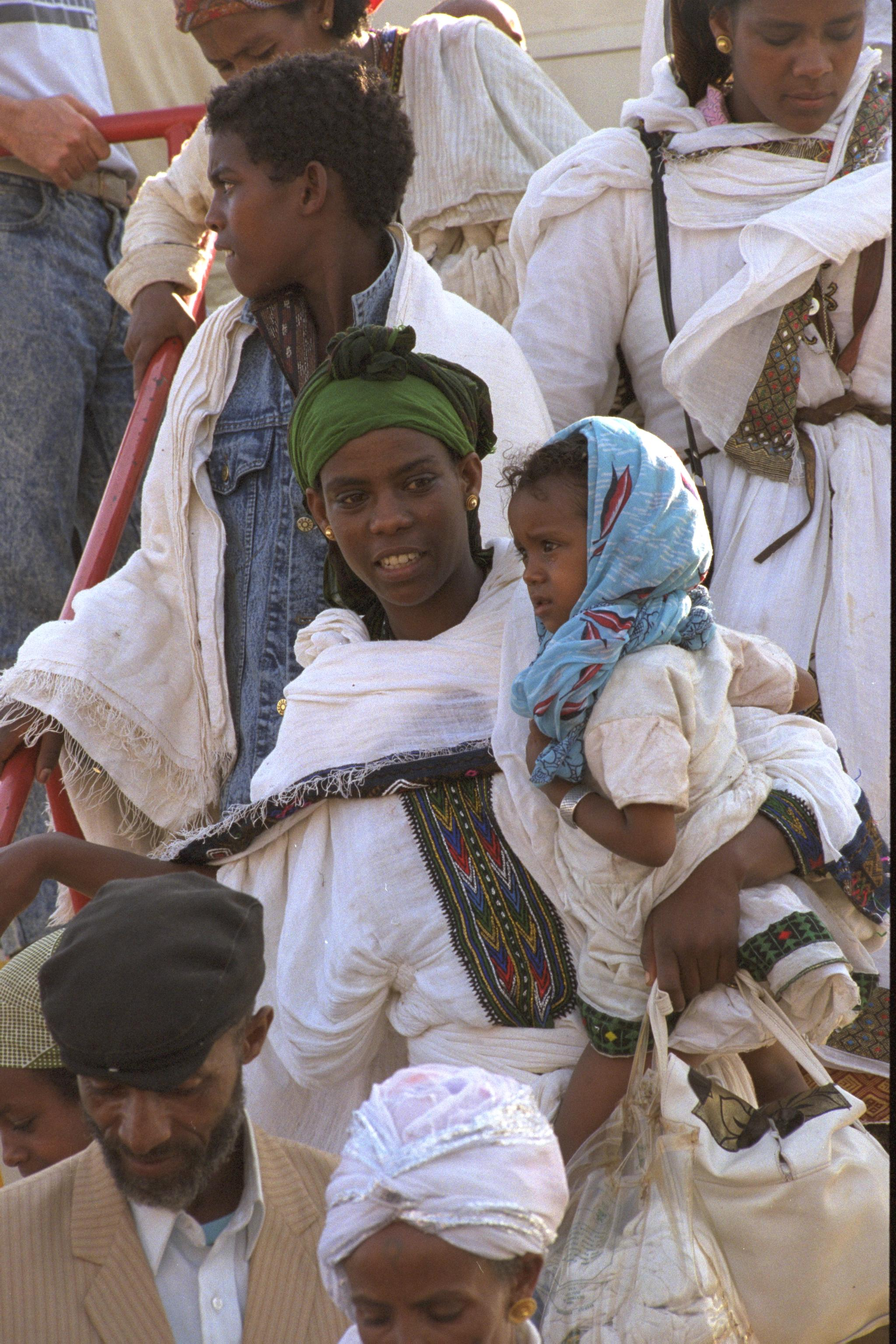

솔로몬 작전은 이스라엘이 1991년에 에티오피아에 거주하는 에티오피아계 유대인들을 이스라엘로 수송한 작전이다.36시간 넘은 시간 동안 쉴 새 없이 수송기들의 비행이 이어졌고 34대에 달하는 이스라엘 공군 수송기들이 14000명을 넘는 수의 에티오피아 유대인들을 수송한 작전이다. 이 작전은 당시 항공기에 탑승한 승객 수로 인해 세계기록에 등재되어 유명해졌다.

## 배경
1991년, 에티오피아 정부의 멍기스투 하일레 마리암은 에리트레아 반군과 티그리스 반군의 군사적 성공으로 무너질 뻔했고, 위험한 정치적 불안정으로 에티오피아를 위협했다. 미국 에티오피아 유대인 협회(AAEJ)와 같은 세계 유대인 단체와 이스라엘은 에티오피아에 거주하는 베타 이스라엘로 알려진 에티오피아 유대인들의 안녕을 우려했다. 그들 중 대다수는 에티오피아 고원의 곤다르 지역에 살고 있었으며 대부분 농부들과 장인들이었다. 또한 멩기스투 정권은 베타 이스라엘에게 대량 이민을 어렵게 만들었고, 정권의 약화된 권력은 이스라엘로 이민을 원하는 사람들에게 기회를 제공했다. 1990년, 에티오피아의 정치 상황이 악화되고 있다는 것을 알고 이스라엘 정부와 이스라엘 방위군은 유대인들을 이스라엘로 공수할 비밀 계획을 세웠다. 미국은 에티오피아 유대인들이 위험에 처해 있다는 사실을 에티오피아 유대인들을 위한 미국 협회로부터 미국 정부의 관심을 받은 이후 솔로몬 작전 계획에 관여하게 되었다.
미국 정부도 공수처 조직에 관여했다. 모든 팔샤인들이 즉시 이 나라를 떠날 수 있도록 허락한 에티오피아 정부의 결정은 조슈아와 모세 작전과 관련이 있는 조지 H. W. 부시 대통령의 서한에 의해 크게 동기 부여되었다. 이에 앞서 멍기스투는 무기와 맞바꾸어 이민을 허용하고자 했다.
또한 루디 보슈비츠 상원의원이 이끄는 미국 외교관들 중에는 어빈 힉스 아프리카 담당 차관보, 로버트 프레이저 백악관 국가안보회의 아프리카 담당 국장, 로버트 H.아디스아바바에 있는 미국 대사관의 우데크 담당관. 보쉬비츠는 부시 대통령의 특사로 파견되었고, 그와 그의 팀은 이스라엘을 돕기 위해 에티오피아 정부와 만났다. 또한 허먼 코언 아프리카 담당 차관보도 에티오피아 내전의 국제적 중재자 역할을 하는 등 중요한 역할을 했다. 코언은 멩기스투와 협정을 맺어 에티오피아인들이 반란군들과 서로를 이해를 하는 한 그들의 인권과 이민 정책을 바꾸고 공산주의 경제 관행을 바꾸기로 했다. 외교관의 노력에 대응하여 에티오피아의 대통령 권한대행인 테스파예 게브레 키단은 공수 허용을 최종 결정했다. 작전을 둘러싼 협상은 결국 런던 원탁회의로 이어졌고, 에티오피아 전투원들은 과도정부 선출을 위한 회의를 조직하는 데 동의한 공동선언을 세웠다. 유대인들이 이스라엘로 올 수 있도록 3천 5백만 달러가 에티오피아 정부에 기부하기 위해 유대인 공동체에 의해 모금되었다. 그 돈은 아디스아바바에 있는 공항 경비로 갔다.

## 작전 개시 전: 유대인 공동체 내부의 논쟁
작전이 시작된 10년 동안, 이디오피아인들을 받아들일지에 대해 이스라엘 공동체 내에서 열띤 분열이 있었다. 에티오피아인들을 데려오는 것에 반대하는 이유는 매우 다양했다. 이스라엘 내 일부 유대인들은 "샨다 퍼 디고임"(이디시어:שאנדע פֿאר די גויים 유대인이 아닌 사람들 앞에서의 당혹감)을 두려워했고, 따라서 에티오피아 유대인들의 간청을 무시함으로써 논란을 불러일으키는 문제를 피하고자 했다. 어떤 이들은 이 작전을 지지했지만 체포와 더 나아가 대중의 논쟁으로 이어질 수 있는 공개적인 시위는 피했다. 완전히 다른 접근법을 취하면서, 이스라엘 공동체 내의 다른 사람들은 통합 과정을 유지할 수 없게 만드는 문화적 분열이 있다고 주장했다. 세계 시온주의 기구의 작가 말카 레이미스트와 같은 사람들은 에티오피아인들의 정신적 전망은 어린이에 대한 것이라고 주장했다. 그들이 최소한의 진보적 사고를 하도록 교육받으려면 몇 년이 걸릴 것이다." 그러나, 이스라엘 정부가 어쨌든 공수를 강행했고, 기뻐하는 에티오피아인들이 수천 명의 이스라엘인들에 의해 비행기에서 내릴 때 환영받았기 때문에, 궁극적으로 이러한 반론은 헛수고였다.

## 작전
이 작전은 당시 총리였던 이츠하크 샤미르가 감독했다. 이 작전은 군사 검열에 의해 비밀이 되었다. 또한 솔로몬 작전은 에티오피아 유대인들을 위한 미국 협회 (AAEJ)의 상당한 도움을 받아 가속화되었다. 1989년, AAEJ는 에티오피아-이스라엘 관계가 이 작전을 수행하기에 적절했기 때문에 알리야의 진행을 가속화했다. 아디스아바바에서 AAEJ의 국장이었던 수잔 폴락은 솔로몬 작전이 빨리 진행하기 위해 분투했다. 이 작전에 대한 점진적인 계획을 가지고 있던 이스라엘과 미국은 폴락으로부터 에티오피아 유대인들이 살고 있는 끔찍한 상황을 양국에 알리는 그래픽 보고서를 받았다. 그 단체는 곧바로 나아가 곤다르 사람들이 아디스 아바바로 빨리 오도록 하기 위해 버스나 트럭과 같은 교통수단을 확보했다. 아디스아바바에 있는 유대인들을 돌아오게 하기 위해, 곤다르에서 온 많은 유대인들은 자동차, 말, 그리고 걸어서 수백 마일을 모험해야 했다. 어떤 사람들은 도중에 도둑에게 강도를 당했고, 어떤 사람들은 심지어 죽임을 당하기도 했다. 1989년 12월까지 약 2,000명의 에티오피아 유대인들이 곤다르 고원의 마을에서 수도로 도보로 이동했고 1991년까지 더 많은 사람들이 그들과 합류하기 위해 왔다.

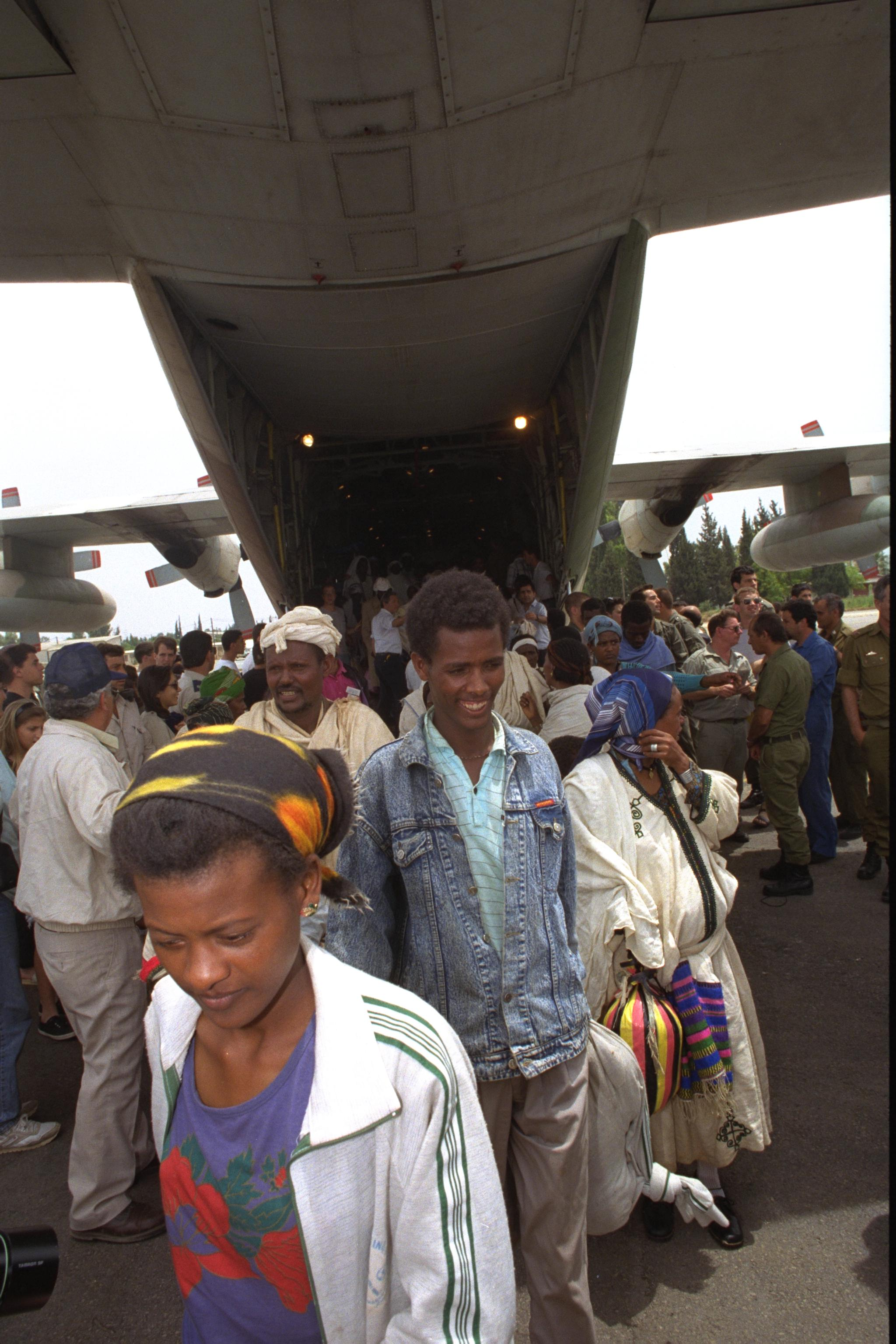
1991년 5월 25일 IAF의 헤라클레스에서 물러난 에티오피아 올림.

이 작전에서는 최대한 많은 사람을 수용하기 위해 항공기에 좌석을 뜯어냈고, 난민들의 낮은 체중과 최소한의 짐 덕분에 최대 1,086명의 승객이 한 대의 비행기에 탑승할 수 있었다. 1991년 5월 24일은 유대인의 안식일이 시작되는 금요일이기도 했는데, 그 기간 동안 교통수단은 정상적으로 운용되지 않는다. 이것은 유대교 종교법이 생명을 구하기 위한 안식일의 전통을 깨는 것을 허용하고 있기 때문에 더 많은 차량을 임무에 사용할 수 있게 만들었다.
많은 이민자들이 옷과 조리 기구 외에는 아무것도 가지고 오지 않았고, 140명의 허약한 승객들이 활주로에서 치료를 받고 있는 가운데 구급차를 맞았다. 몇몇 임산부들이 비행기에서 출산을 했고, 그들과 그들의 아기들은 병원으로 급히 이송되었다. 솔로몬 작전이 일어나기 전에, 그곳의 많은 유대인들은 질병, 특히 HIV 감염의 높은 위험에 처해 있었다. 남겨진 유대인들은 감염률이 계속 증가했기 때문에 감염 위험이 훨씬 더 높았다. 몇 달 후, 약 20,000명의 유대인들이 길을 떠났다. 그들이 그곳에 있는 동안, 그들은 음식과 따뜻함과 같은 기본적인 자원들을 위해 고군분투하고 있었다. 그들은 그들이 그들의 가족들을 바로 볼 것이라고 생각했다.
그들은 도착하자마자 승객들은 환호성을 지르며 기뻐했다. 29세의 무카트 아백은 말했다. "우리는 우리의 옷도 가져오지 않았고, 우리의 물건도 가져오지 않았지만, 우리는 여기에 있게 되어 매우 기쁘다."
솔로몬은 모세 작전보다 거의 두 배나 많은 에티오피아 유대인들을 이스라엘로 공수했다. 1990년과 1999년 사이에 39,000명 이상의 에티오피아 유대인들이 이스라엘로 들어왔다.

### 세계 기록
이 작전은 El Al 747이 1,000명 이상의 사람들을 이스라엘로 수송했을 때 항공기에 탑승한 승객 수에 대한 세계 기록을 세웠다. 그러나 기록 자체는 논란의 여지가 없지만 승객 수는 불분명하다. 기네스북은 이 비행기에서 태어난 두 명의 아기를 포함하여 이 숫자를 1,088명으로 집계했다. 동시대 보고서에서는 1,078명까지는 낮고 1,122명까지는 높은 수치를 인용하고 있다고 한다.

## 여파: 사회-경제적 갈등
이스라엘로 이송된 이후, 이러한 베타 이스라엘 이송의 대부분은 이 지역 내에서 일자리를 찾기 위해 고군분투했다. 2006년 추정에 따르면 에티오피아에서 온 성인 이민자의 80%가 실업자이고 국가 복지 수당으로 생활해야 한다고 한다. 실업률은 2016년까지 크게 개선되었는데, 남성의 20%, 여성의 26% 만이 실업자였다. 이러한 투쟁은 여러 가지 잠재적 요인에 의해 설명될 수 있다. 첫째, 특히 대부분의 에티오피아 유대인들이 히브리어를 하지 않고 다른 고도로 숙련된 이민 노동자들과 경쟁하고 있다는 사실을 고려할 때, 에티오피아의 대부분 문맹인 땅에서 이스라엘의 고도로 도시화된 노동자로의 전환은 어려운 것으로 입증되었다. 그럼에도 불구하고, 이스라엘에서 성장하여 교육을 받았고 대학원 학위와 더 많은 형태의 정식 훈련을 받은 에티오피아 이스라엘인들의 젊은 세대가 여전히 일을 찾는 데 불균형한 양의 문제를 가지고 있다는 사실은 잠재적인 인종적 또는 심지어 종교적 편견을 포함하여 다른 요소들이 작용하고 있을 수 있음을 시사한다.애초에 에티오피아 유대인들이 유대인으로 여겨져야 하는지에 대한 논쟁이 있었다.

## 참고 문헌
|   | Reference                                                                                         |
| - | ------------------------------------------------------------------------------------------------- |
| 1 | "Operation Solomon". www.jewishvirtuallibrary.org. Retrieved 2021-05-31.                          |
| 2 | "Ethiopian Jews and Israelis Exult as Airlift Is Completed". May 26, 1991. Retrieved 16 May 2013. |
| 3 | "Operation Solomon". www.zionism-israel.com. Retrieved 2018-12-01.                                |